# Thủ dâm nam tập thể

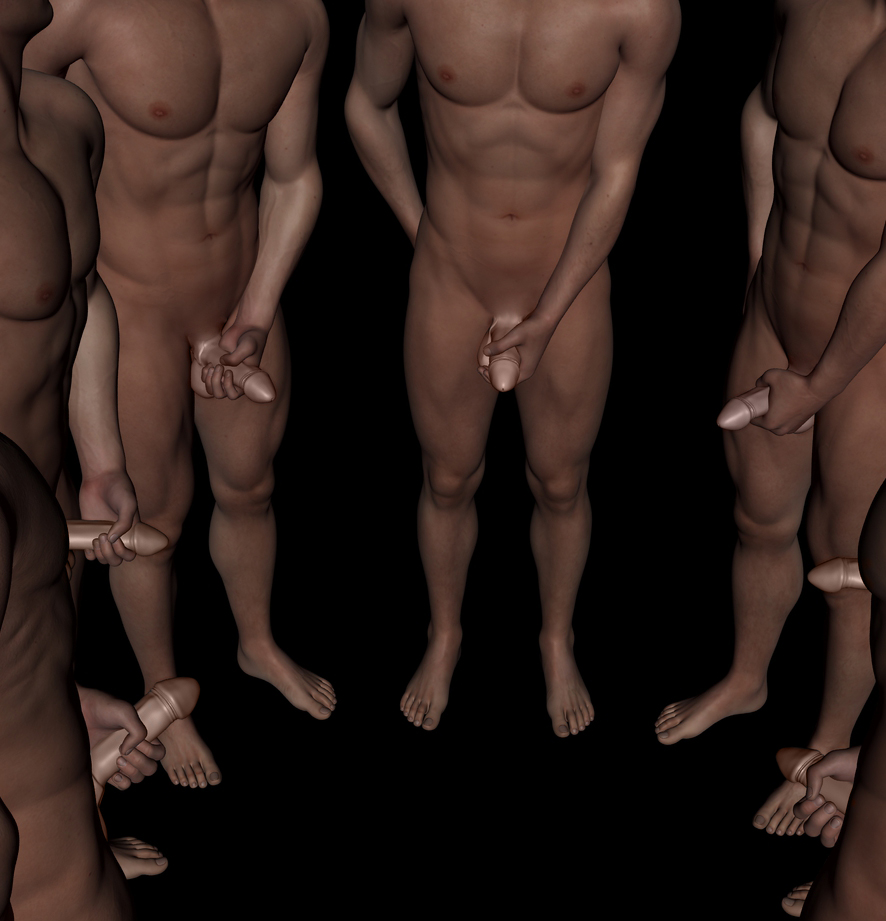
Minh hoạ 3D của một buổi thủ dâm nam tập thể gồm có các nam giới trưởng thành

Thủ dâm nam tập thể (tiếng Anh: circle jerk hoặc circlejerk), là một hành vi tình dục mà theo đó, một nhóm đàn ông hoặc con trai vây thành một vòng tròn và thủ dâm hoặc chạm vào bộ phận sinh dục của nhau. Nghĩa bóng của thuật ngữ này được sử dụng để ám chỉ hành vi hoặc cuộc thảo luận tự khen ngợi trong một nhóm người, thường là liên quan đến một "cuộc hội ngộ chán chường hoặc lãng phí thời gian hoặc sự kiện khác".
Thủ dâm nam tập thể thường có yếu tố cạnh tranh, với "người thắng cuộc" là người tham gia có khả năng xuất tinh đầu tiên, cuối cùng hoặc xa nhất, tùy theo quy ước định trước. Chúng có thể phục vụ như một cách tiếp cận giới thiệu đến quan hệ tình dục với các nam giới khác, hoặc như một lối thoát tình dục ở một độ tuổi hoặc tình huống mà hoạt động tình dục thông thường với người khác không thể thực hiện được.
Mặc dù thủ dâm nam tập thể có yếu tố gợi dục đồng tính, một số nhà phân tích diễn giải rằng, hoạt động nhóm của các cậu bé tuổi dậy thì như thủ dâm nam tập thể là một cố gắng để thiết lập sự thống trị dị tính với người khác và thể hiện sự nam tính bên trong nhóm. Tuy nhiên, nhà xã hội học người Mỹ Bernard Lefkowitz khẳng định rằng, điều thực sự thúc đẩy sự tham gia là mong muốn chứng tỏ cho bạn bè thấy và công nhận khả năng tình dục của bản thân, giúp giảm bớt, đối chọi lại cảm giác thiếu thốn hoặc yếu kém liên quan đến hoạt động tình dục trong tuổi dậy thì.